# Caxarias
Caxarias é uma vila portuguesa sede da Freguesia de Caxarias do Município de Ourém, freguesia com 20,25 km² de área e 2136 habitantes (censo de 2021)., tendo, por isso, uma densidade populacional de 105,5 hab./km².
A freguesia foi criada a 9 de junho de 1947 pelo decreto-lei n.º 36336, por separação de território da freguesia de Seiça.
Por sua vez, a povoação de Caxarias foi elevada à categoria de vila pela Lei n.º 51/95 de junho de 1995.
A Freguesia de Caxarias é constituída pelos seguintes lugares ou localidades: Abadia, Andrés, Balancho, Barreira, Carvoeira, Casais da Abadia, Castelo, Caxarias (vila), Chã, Cogominho, Faletia, Pisão do Oleiro, Pisões, Pontes, Ribeira, Seixal, Valados, Vale Cardal, Vales, Vendas e a Ladeira da Gaita.

## História
A história da freguesia de Caxarias remonta a tempos primitivos, como o demonstram os machados de pedra do período paleolítico, lá encontrados. Atualmente, a existência da estação de comboios, pertencente à linha férrea do Norte é um dos motores do desenvolvimento da freguesia. Constituindo assim um ponto de relevo extremo do concelho de Ourém

## Demografia
Nota: Freguesia criada pelo decreto lei 36.336, de 9 de junho de 1947, com lugares da freguesia de Seiça.
A população registada nos censos foi:
| Distribuição da População por Grupos Etários | Distribuição da População por Grupos Etários | Distribuição da População por Grupos Etários | Distribuição da População por Grupos Etários | Distribuição da População por Grupos Etários |
| -------------------------------------------- | -------------------------------------------- | -------------------------------------------- | -------------------------------------------- | -------------------------------------------- |
| Ano                                          | 0-14 Anos                                    | 15-24 Anos                                   | 25-64 Anos                                   | > 65 Anos                                    |
| 2001                                         | 327                                          | 305                                          | 1160                                         | 442                                          |
| 2011                                         | 297                                          | 224                                          | 1118                                         | 527                                          |
| 2021                                         | 270                                          | 211                                          | 1081                                         | 574                                          |

## Equipamentos
Caxarias possui todas as infra-estruturas, incluindo, por exemplo, Corpo de Bombeiros Voluntários, farmácia e centros de dia, bem como, jardim de infância e escola básica. Possui também um espaço do Cidadão, vários cafés e restaurantes, vários supermercados, posto de correios e três agências bancárias, e prevê-se a criação de um posto da GNR. Os motivos de interesse de Caxarias são muitos. Salienta-se contudo a bela capela de Santo António, datada da segunda metade do século XVII (1674) e as belas e férteis margens do rio Tomarel.
Caxarias é também rica em tascas e adegas com o bom vinho da terra. Alguns homens mais velhos costumam fazer o popularmente denominado "Rally tascas de Caxarias".

## Ordenação heráldica do brasão e bandeira
Publicada no Diário da República, III Série de 31 de Maio de 1995
- Armas - Escudo de azul, banda enxequetada de prata e vermelho, de duas tiras, acompanhado em chefe, à sinistra, de uma palma de ouro, posta em pala e, brocante, uma faca de punho vermelho e lâmina de prata, em ponta, duas burelas ondeadas de prata. Coroa mural de prata de quatro torres. Listel branco, com a legenda a negro, em maiúsculas " CAXARIAS – OURÉM ".
- Bandeira - Esquartelada de branco e vermelho. Cordão e borlas de prata e azul. Haste e lança de ouro.
- Selo branco - Circular, com as peças do escudo sem a indicação de cores e metais, tudo envolvido por dois círculos concêntricos, onde corre a legenda: "Junta de Freguesia de Caxarias - Ourém".

## Importância industrial
Caxarias é uma povoação importante pelos seus mármores e grandes serrações de madeiras. Caxarias possuiu bem montadas instalações fabris e numerosas explorações de pedreiras onde se emprega um contingente apreciável de trabalhadores. As serrações de madeiras estavam concentradas na sede da freguesia e entraram em declínio com o advento dos plásticos.